# I Like Dem Girlz
I Like Dem Girlz è il terzo singolo estratto dall'album Put Yo Hood Up, ha avuto abbastanza attenzione ad Atlanta ma non abbastanza come gli altri due, anche perché il brano è stato modificato diverse volte per via del suo sound inizialmente troppo urbano ma che poi con cambi di versione si è trasformata in quella attuale. È stata la TVT Records a rendere nota questa canzone, quest'ultimo era in origine stato inserito nel secondo album di Lil Jon, We Still Crunk, ma poi è stata messa l'anno dopo nel disco successivo con un sound più innovativo. 
Questo brano è tipicamente diverso, a differenza degli altri prevalentemente Crunk perché in questo pezzo appare il vero stile del sud, infatti il brano è interamente southern rap.
Nel brano partecipa assieme a Lil Jon il noto produttore Jazze Pha, che lo si sente cantare in un verso del brano. Il produttore del singolo è Shawty Putt.

## Remix
È stato eseguito un remix del brano che era ancora nettamente Underground, prima che fosse stata eseguita la versione originale. Nel brano remixato compaiono oltre al già citato Jazze Pha, anche Too $hort, e Chyna White.